# Vänneberga
Vänneberga är en by strax nordväst om Söderköping i Östergötlands län. Orten ligger bredvid Göta kanal och här finns ett antal fornfynd från stenåldern.